# Luisa Valverde
Luisa Elizabeth Valverde Melendres (ur. 4 lipca 1991) – ekwadorska zapaśniczka. Dwukrotna olimpijka. Zajęła siódme miejsce w Paryżu 2024 w kategorii do 57 kg i ósme w Tokio 2020 w kategorii 53 kg. 
Piąta na mistrzostwach świata w 2021. Brązowa medalistka igrzysk panamerykańskich w 2023; piąta w 2011, 2015 i 2019. Mistrzyni panamerykańska w 2014, 2020 i 2023; druga w 2015, 2016, 2018, 2019, 2021 i 2022; trzecia w 2011, 2017, 2024 i 2025. Mistrzyni Ameryki Południowej w 2015 i druga w 2009. Złota medalistka igrzysk Ameryki Południowej w 2018 i 2022. Złota medalistka igrzysk boliwaryjskich w 2022 i brązowa w 2013 i 2017 roku.